# Dinailurictis
Dinailurictis — викопний доісторичний хижак, що належить до підродини Nimravinae. Жив у Європі в пізньому олігоцені.
Quercylurus може бути предком Dinailurictis.
Спина Dinailurictis була довшою, а ноги, ймовірно, були більше собачими, ніж котячими, з частково висувними кігтями. Він, імовірно, полював на дрібних ссавців і птахів із засідки. Відомий лише один вид — Dinailurictis bonali.